# Reginald Bottomley
William Reginald Bottomley (Londen, 11 maart 1856 – Luxemburg, 10 april 1933) was een Brits kunstschilder in Luxemburg.

## Leven en werk
Reginald Bottomley werd geboren in het Verenigd Koninkrijk, als zoon van de Duits-Ierse dierschilder John William Bottomley (1816-1900) en Marie Heckmann. Hij studeerde aan de Royal Academy of Arts in Londen, als leerling van Edward Poynter, en aan de École des beaux-arts in Parijs, als leerling van Léon Bonnat en Fernand Cormon. In 1882 nam hij met zijn schilderij Maternity deel aan de Parijse salon. In Parijs ontmoette hij Elisabeth Kehler (1855-1920), die zijn model en in 1889 zijn vrouw werd. Het paar vestigde zich in 1891 in haar geboorteland Luxemburg. 
Bottomley schilderde vooral enigszins mystieke vrouwenportretten, na het overlijden van zijn vrouw meer landschappen. In 1893 behoorde hij met onder anderen Pierre Blanc, Michel Engels, Michel Heiter, Franz Heldenstein en Eugène Kurth tot de stichtende leden van de Cercle Artistique de Luxembourg (CAL). Op de eerste Salon du CAL (1894) toonde hij vier werken: portretten van zijn vader en mevrouw Heldenstein-Henri, La Cartomancienne, van een jong meisje dat een waarzegster bezoekt en La fiancée de la mort, waarin een jonge vrouw op haar sterfbed ligt, haar haar valt achterover op haar hoofd en de blonde kleur contrasteert met de bloemenkroon die ze op haar hoofd draagt. Achter haar ligt een skelet gewikkeld in de gordijnen van het bed. Zijn werk is opgenomen in de collecties van het Littlehampton Museum en het Musée national d'archéologie, d'histoire et d'art.
Reginald Bottomley overleed op 77-jarige leeftijd. Een jaar later organiseerde de Cercle Artistique samen met haar jaarlijkse salon een retrospectief met werken van Bottomley en de al in 1897 overleden Jean-Pierre Huberty.

## Enkele werken

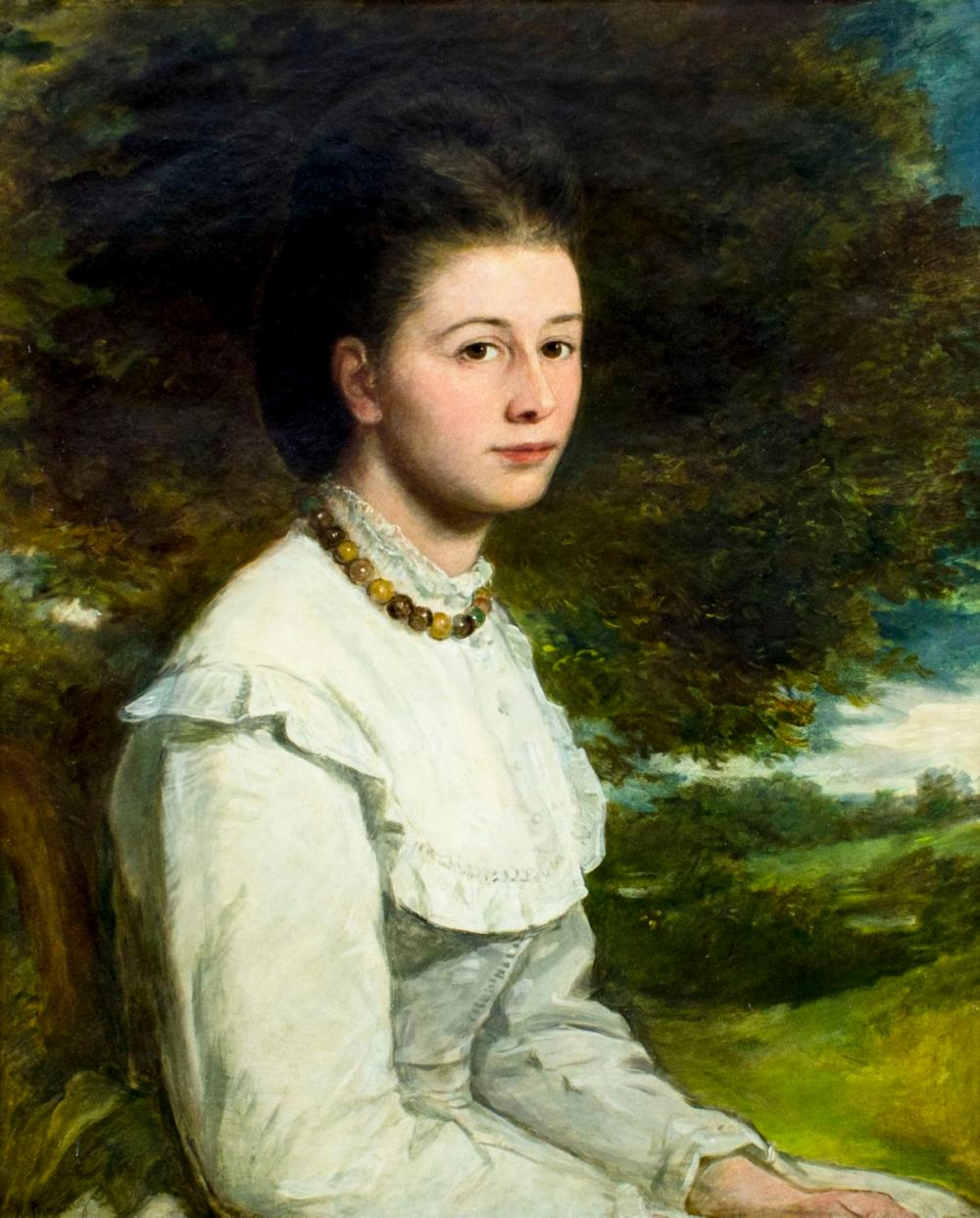
Portret van een vrouw
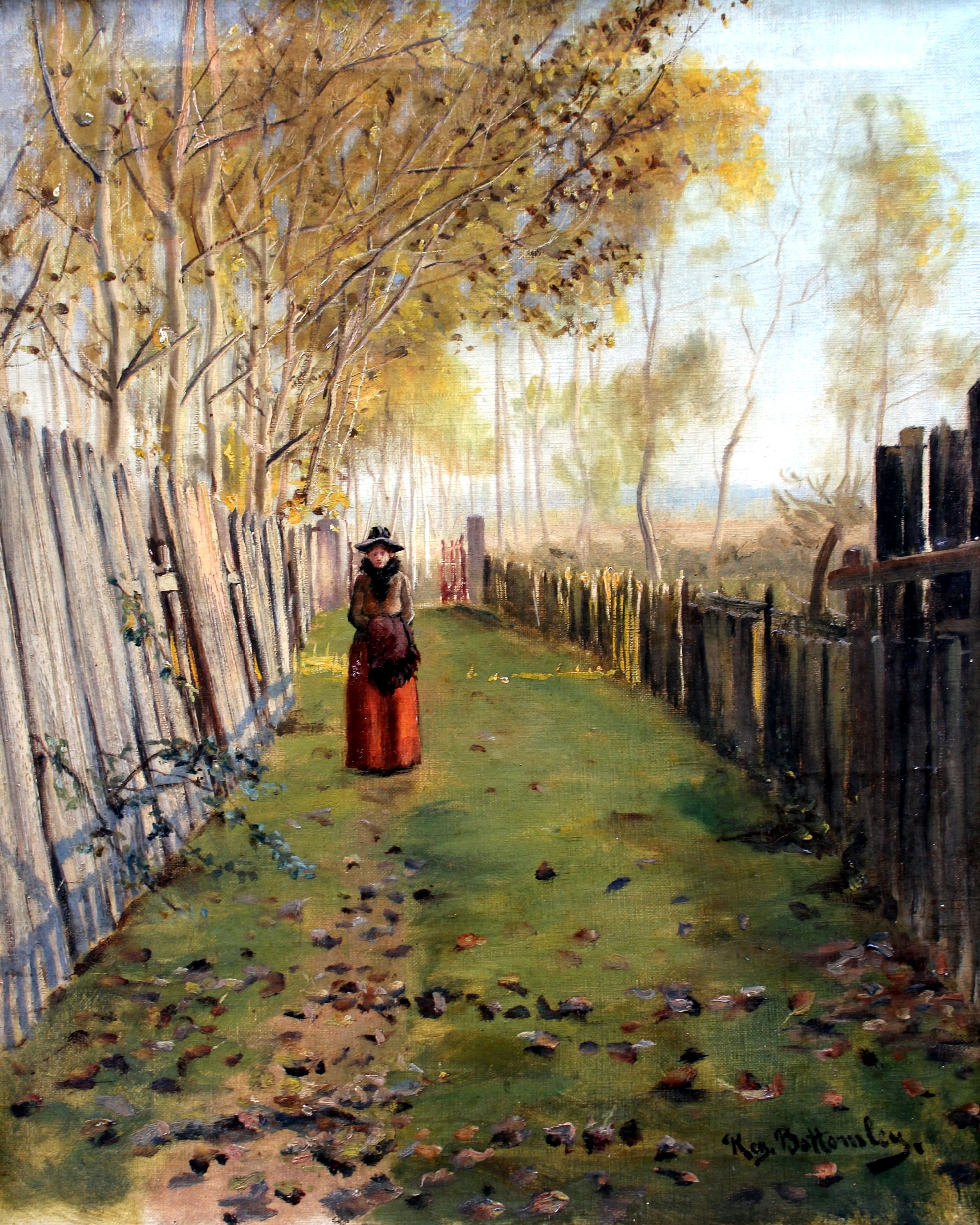
Wandeling
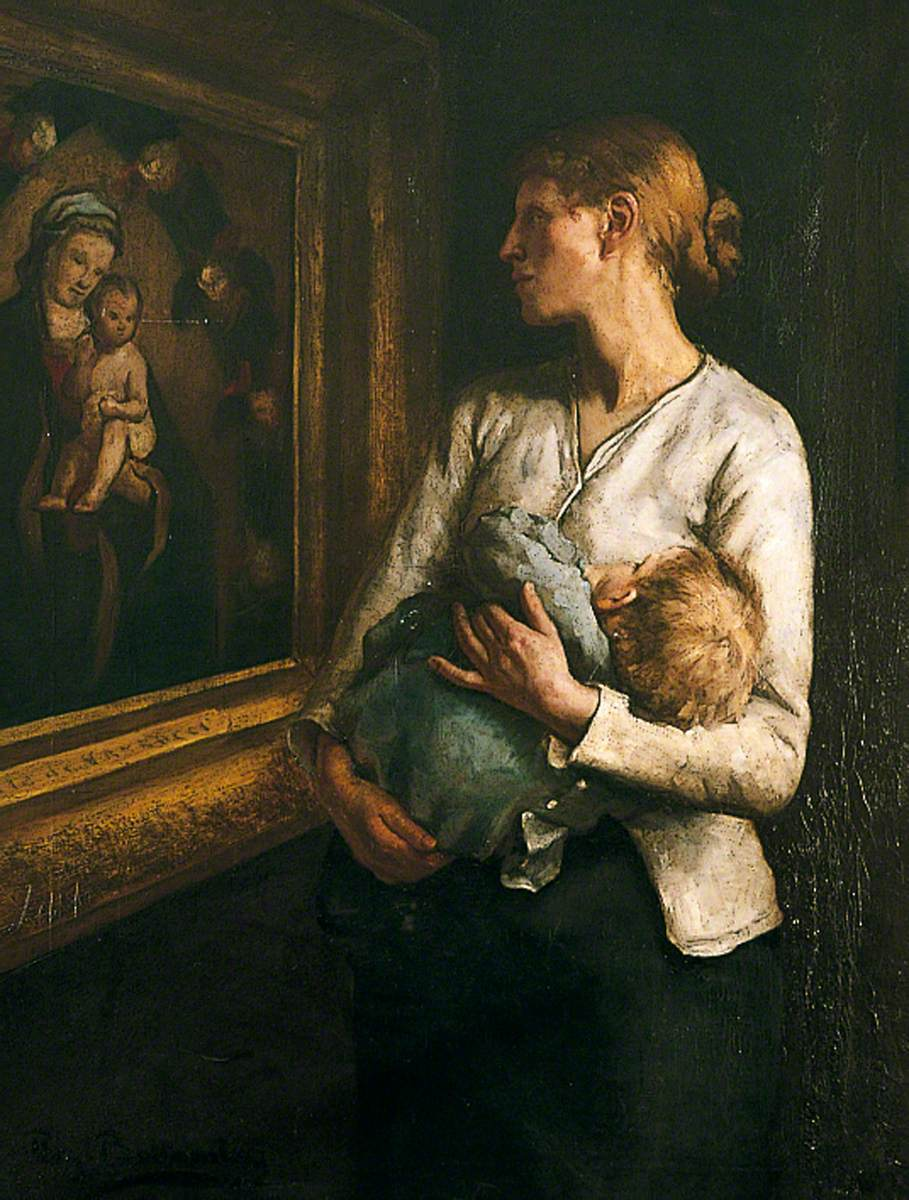
Een moeder en kind kijkend naar de Maagd en haar Kind
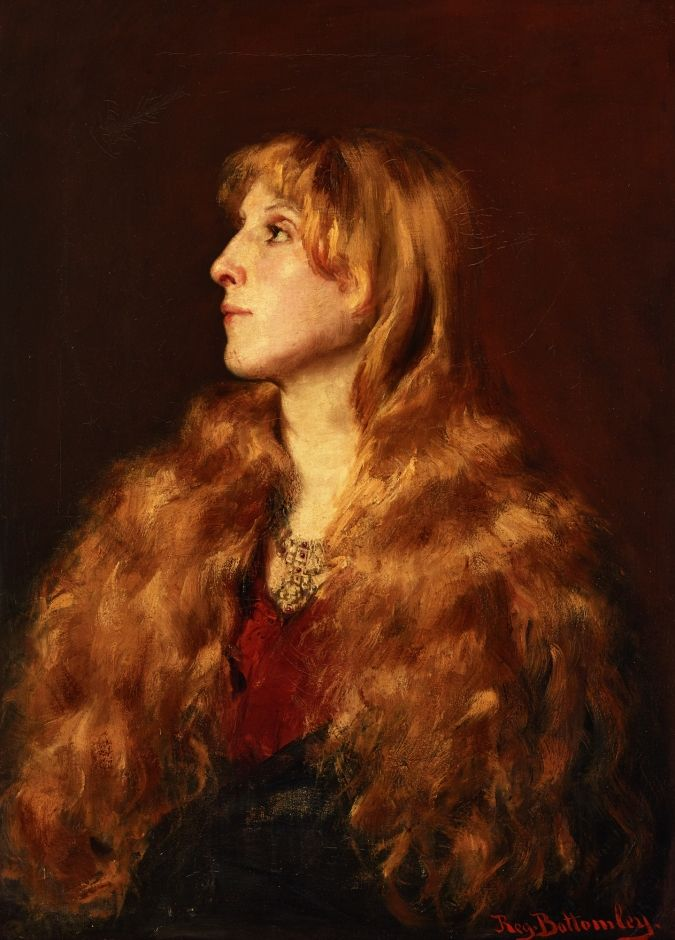
Portret van een roodharige vrouw

- Musée national d'archéologie, d'histoire et d'art: lkl002075